# Gunnar Herrmann
Gunnar Herrmann, född 1975 i Siegen är en tysk journalist och författare som var Norden-korrespondent för Süddeutsche Zeitung från 2006 till 2012, bosatt i Stockholm. Två humoristiska, delvis självbiografiska, romaner på tyska berättar om denna tid.

## Biografi
Herrmann, som har svensk mor, växte upp i Taufkirchen, en förort till München. Han studerade historia och statskunskap vid Münchens universitet, 1997-98 som utbytesstudent vid Lunds universitet, och tog Mastersexamen. 2004 till 2006 gick han redaktörsutbildningen "Volontariat" hos Süddeutsche Zeitung och var åren 2006 till 2012 tidningens korrespondent i Norden, stationerad i Stockholm. Därefter flyttade han till Ravensburg. Numera (2017) är han frilansjournalist.

## Romaner
Herrmanns delvis självbiografiska romaner "Elchtest" och "Alter Schwede!" berättar om Sverige och livet som invandrad småbarnsförälder. I "Alter Schwede!" är Herrmann "jag" i vartannat kapitel och hans partner Susanne Schulz i vartannat.